# Гарден Сити (Мичиген)
Гарден Сити (Мичиген) (енгл. Garden City) град је у америчкој савезној држави Мичиген. По попису становништва из 2010. у њему је живело 27.692 становника.

## Демографија
Према попису становништва из 2010. у граду је живело 27.692 становника, што је 2.355 (7,8%) становника мање него 2000. године.
| Група             | 2000.          | 2010.          |
| Белци             | 28.438 (94,6%) | 24.977 (90,2%) |
| Афроамериканци    | 332 (1,1%)     | 934 (3,4%)     |
| Азијати           | 215 (0,7%)     | 234 (0,8%)     |
| Хиспаноамериканци | 611 (2,0%)     | 903 (3,3%)     |
| Укупно            | 30.047         | 27.692         |